# Oskeladden
Oskeladden är en kulle i Antarktis. Den ligger i Östantarktis. Norge gör anspråk på området. Toppen på Oskeladden är 1 438 meter över havet.
Terrängen runt Oskeladden är huvudsakligen lite kuperad. Trakten är obefolkad. Det finns inga samhällen i närheten.